# Sagami (zatoka)
Zatoka Sagami (jap. 相模湾 Sagami-wan) – zatoka we wschodniej Japonii (prefektura Kanagawa), od strony Oceanu Spokojnego, ok. 40 km na południowy zachód od Tokio. 
Duże miasta w rejonie zatoki to: Odawara, Chigasaki, Fujisawa, Hiratsuka, Itō i Kamakura. Maksymalna głębokość dochodzi miejscami do 1500 m.